# Aphelia
Genre
Aphelia est un genre d'insectes de l'ordre des lépidoptères (papillons).
- Répartition : Europe

## Liste des sous-genres et espèces rencontrés en Europe
- sous-genre Aphelia
  - Aphelia viburnana Denis & Schiffermüller, 1775
- sous-genre Zelotherses
  - Aphelia albociliana Herrich-Schäffer, 1851
  - Aphelia euxina Djakonov, 1929
  - Aphelia ferugana Hübner, 1793
  - Aphelia paleana Hübner, 1793
  - Aphelia peramplana Hübner, 1825
  - Aphelia stigmatana Eversmann, 1844
  - Aphelia tschetverikovi Danilevsky, 1963
  - Aphelia unitana Hübner, 1799